# JustNicolas
JustNicolas, pseudoniem van Nicolas Baeke (Gent, 16 december 1999), was een Belgische youtuber. In 2020 had hij ruim 70.000 abonnees. In zijn video's besprak hij vooral het nieuws over Nederlandstalige youtubers in België/Vlaanderen en Nederland.

## YouTube
In 2014 is hij begonnen met zijn carrière op YouTube door het maken van video's waarin hij Minecraft speelt. Zijn kanaal had toen de naam GamePower. In 2015 is hij gestart met het maken van vlogs, challenges en praatvideo's waardoor hij zijn kanaal heeft herdoopt tot JustNicolas. Zijn eerste doorbraak kwam er echter maar toen hij is begonnen met zijn serie Is dat mogelijk?

### Is dat mogelijk
In deze serie stelde hij zich zelf en zijn kijkers de vraag of iets mogelijk was. In de 2de aflevering was de vraag of het mogelijk is om gratis naar de bioscoop te gaan. Zijn stunt is in regionaal nieuws van Oost-Vlaanderen gekomen.
In de 4de aflevering is hij in de Quick van Sint-Niklaas gaan testen hoeveel cola men kan meenemen. Dit is opgepikt door het VTM Nieuws. De Quick heeft hierdoor zijn regels in verband met de drank aangepast.  
Door de laatste aflevering kwam hij in april 2018 in het nieuws omdat hij zich voordeed als minderjarige die een afspraak met een pedofiel had gemaakt.

### #Nieuws
In augustus 2017 is hij begonnen het maken van nieuwsvideo's onder de naam #Drama. Deze naam heeft hij later aangepast naar #Nieuws. In deze video's behandelt hij alle nieuws van YouTube uit België en Nederland. Door de vele views die hij hierop kreeg heeft hij besloten om bijna enkel nog maar nieuwsvideo's te maken.

### Prijzen
In 2022 was hij genomineerd voor De Jamies in de categorie beste youtuber.